# Poynings
Poynings – wieś w Anglii, w hrabstwie West Sussex, w dystrykcie Mid Sussex. Leży 41 km na wschód od miasta Chichester i 69 km na południe od Londynu. W 2001 miejscowość liczyła 287 mieszkańców.